# Божки (Полтавская область)
Божки (укр. Божки) — село,
Черкасовский сельский совет,
Полтавский район,
Полтавская область,
Украина.
Код КОАТУУ — 5324086502. Население по переписи 2001 года составляло 57 человек.

## Географическое положение
Село Божки находится на правом берегу реки Коломак, выше по течению на расстоянии в 1 км расположено село Черкасовка, ниже по течению примыкает село Опошняны, на противоположном берегу — село Дудниково. Река в этом месте извилистая, образует лиманы, старицы и заболоченные озёра. Рядом проходит железная дорога, станция Божков в 1,5 км.